# 留川真帆
留川 真帆（るかわ まほ、12月8日生まれ）は、日本の女優、音楽プロデューサー、作曲家。埼玉県出身。身長は160cm、血液型はA型。コンプリート☆キッズ所属。

## 人物
趣味は、写真、読書、洋服リメイク、スポーツ、お菓子作り。
特技は、アクション、ピアノ、合唱、トランペット、水泳、書道、空手・テコンドー。
資格・免許は、空手初段・テコンドー1段・普通自動車。

## 出演

### テレビ
- DOUBLE SCORE（フジテレビ）
- 龍神町龍神13番地（TBS）
- 独身3!（テレビ朝日）
- ドゥニチラブ第5話（BS）
- 火曜サスペンス劇場 警部補佃次郎 （日本テレビ）
- 天下無敵 男子禁制 危廉陣女子学園（東京MXテレビ）涼真希役（主演）

### 映画
- 陽気なギャングが地球を回す
- アキハバラ@DEEP
- 喧嘩上等 天下高校（2009年公開） -すみれ 役
- ストイックガール 完全版（2009年10月公開） - 吾垣ミラノ役（主演）
- B-ON（2010年2月公開） - 不動 静香役
- B-ON 美女木兄弟戦争篇（2010年4月公開） - 不動 静香役
- 学忍（2010年9月公開）- 吹雪 美月役（主演）
- B-ON 不良全滅篇（2010年11月公開） -不動 静香役
- ブラックスクール裏黒（2011年7月公開）-久我山コウ役（主演）
- ブラックスクール黒白（2011年7月公開）-久我山コウ役（主演）
- ブラックスクール白光（2011年9月公開）-久我山コウ役（主演）
- デスヤンキー中坊篇（2011年9月公開）-風祭 えりみ役
- デスヤンキー 高校生篇（2011年11月3日公開）-風祭 えりみ役
- デスヤンキー 死闘篇（2011年11月3日公開）-風祭 えりみ役
- to-be（2011年12月23日公開）-大神リカ役
- G→ON（2012年3月24日公開）-布袋智子/那須見栄 れお役
- ワーストギア（2012年4月28日公開）-名波 優羽役
- ワルガール（2012年6月9日公開）-斗真 鈴蘭役
- 少年ギャング（2012年6月9日公開）-涼 真希役
- B→ON「死闘篇」（2012年7月28日公開）-不動 静香役
- B→ON「決闘篇」（2012年7月28日公開）-不動 静香役
- DOUBLE X（2012年8月26日公開）-灰原 瞳役
- G.F.G 〜ゴールデン・ファンキー・ガール〜（2012年9月29日公開）-狩長 ササ役
- B→ON.R（2012年11月11日公開）-不動 静香役
- GANG JUDGE（2012年11月11日公開）-赤南ありさ役
- ヤンキーロード〜10人のヤンキー（2013年2月16日公開）-真名垣 りな役
- ローリングQ（2013年2月16日公開）-紡里 華泉役
- ごくやん〜極道ヤンキーティーチャー（2013年3月30日公開）-一 未来役
- BEN BEN（2013年6月15日公開）-松下奈々子役
- BEN BEN ZERO~爆裂ヤンキー伝（2013年6月15日公開）-松下 奈々子役
- デッド・ヤンキー・デッド（2013年8月24日公開）-鮫川原 ミチル役
- WELLDONE〜極道兄弟（2013年8月24日公開）-白鳥 あかね役
- BOMBER〜ヤンキーポリス（2013年10月12日公開）-上名 しずく役
- 喧嘩請負人（2013年12月14日公開）-見馬力 てんの役
- DEMOLITION（2013年12月14日公開）-砂生クレハ役
- 悪少年(ヤンキー)（2014年1月25日公開）-妻吹雪 翔子役
- ギャン×key（2014年3月1日公開）-柴名 瑠花役
- クローZ（2014年4月12日公開）-登女那 涼役
- ごくやん〜突破口篇〜（2014年6月8日公開）-一 未来役
- 少女ギャング（2014年10月5日公開）-佐和道 レミン役（主演）
- 荒くれKING（2014年11月30日公開）-京下 明日香役
- シャドー〜After the GAKUNIN〜（2015年1月17日公開）吹雪 美月役
- ごくやん〜絆篇〜（2015年3月15日公開）- 一 未来役
- ドラゴンヤンキー（2015年3月15日公開）
- ダる。

### CM
- YAMAHA
- 太田胃散
- CRゴジラ4
- キンカン

### オリジナルビデオ
DVD映画
- シャドーガール1〜3 加藤ネネ役（主演）
- ラン〜復讐という名の運命〜 沢口ラン役（主演）
- 無限大∞ 真紙きい役（主演）
- コズモエージェント アルマー 久我みゆき/アルマー役（主演）
- コズモエージェント エクセル 久我みゆき/アルマー役（主演）
- コズモエージェント ウィンディー 久我みゆき/アルマー役（主演）
- 虎剣心 しびる役
- シュレード 詩恵/ロンスィー役
- クリミナルハンティング ミカエル役
- A・R 九十かおり役
- ダークブレード 等木羅 風役
- INBOLVE 加藤ネネ役
- 武士道 〃
- ロビューン 久島ゆり役
- FULL FREE
- JESSICA LEE ハーガーン役

その他
- アクション女優 銃拳道（2008年4月、ロマネプロモーション）共演：みろ、奈之未夜
- アクション女優 格闘技（2008年4月、ロマネプロモーション）共演：みろ、奈之未夜
- アクション女優 刀（2008年4月、ロマネプロモーション）共演：みろ、奈之未夜
- アクション女優 刀 浴衣編（2008年4月、ロマネプロモーション）共演：みろ、奈之未夜
- アクション女優 アクション稽古（2008年4月、ロマネプロモーション）共演：みろ、奈之未夜
- アクションシーンMAHO RUKAWA（2008年6月、ロマネプロモーション）
- アクションシーンMAHO RUKAWA2（2008年7月、ロマネプロモーション）

### 舞台
- 王子と乞食
- ソラと言う名の空

### 歌・声の出演
- 夜景の空から（映画デッド・ヤンキー・デッド主題歌）（2013年8月24日公開）
- LOST PEACE（映画DEMOLITION主題歌）（2013年12月14日公開）
- 地球防衛軍ウルトラワルガール（2014年1月25日公開）-ナレーション
- 地球防衛軍ウルトラワルガール〜PART2（2014年3月1日公開）-ナレーション
- さむらび（映画クローZ主題歌）（2014年4月12日公開）

## 音楽プロデュース・作曲
以下、RUKAとしての活動作品も含む。

### テレビ
- 天下無敵 男子禁制 危廉陣女子学園（東京MXテレビ）

### 映画
- 喧嘩上等 天下高校（2009年公開）
- ストイックガール 完全版（2009年10月公開）
- B-ON（2010年2月公開）
- B-ON 美女木兄弟戦争篇（2010年4月公開）
- 学忍（2010年9月公開）
- B-ON 不良全滅篇（2010年11月公開）
- ブラックスクール裏黒（2011年7月公開）
- ブラックスクール黒白（2011年7月公開）
- ブラックスクール白光（2011年9月公開）
- デスヤンキー中坊篇（2011年9月公開）
- デスヤンキー 高校生篇（2011年11月3日公開）
- デスヤンキー 死闘篇（2011年11月3日公開）
- to-be（2011年12月23日公開）
- G→ON（2012年3月24日公開）
- ワーストギア（2012年4月28日公開）
- ワルガール（2012年6月9日公開）
- 少年ギャング（2012年6月9日公開）
- B→ON「死闘篇」（2012年7月28日公開）
- B→ON「決闘篇」（2012年7月28日公開）
- DOUBLE X（2012年8月26日公開）
- G.F.G 〜ゴールデン・ファンキー・ガール〜（2012年9月29日公開）
- B→ON.R（2012年11月11日公開）
- GANG JUDGE（2012年11月11日公開）
- ヤンキーロード~10人のヤンキー（2013年2月16日公開）
- ローリングQ（2013年2月16日公開）
- GYT〜GOKUYANTEACHER（2013年3月30日公開）
- BEN BEN（2013年6月15日公開）
- BEN BEN ZERO~爆裂ヤンキー伝（2013年6月15日公開）
- デッド・ヤンキー・デッド（2013年8月24日公開）
- WELLDONE〜極道兄弟（2013年8月24日公開）
- BOMBER〜ヤンキーポリス（2013年10月12日公開）
- 喧嘩請負人（2013年12月14日公開）
- DEMOLITION（2013年12月14日公開）
- 悪少年(ヤンキー)（2014年1月25日公開）
- 地球防衛軍ウルトラワルガール（2014年1月25日公開）(短編作品)
- ギャン×key（2014年3月1日公開）
- 地球防衛軍ウルトラワルガール〜PART2（2014年3月1日公開）(短編作品)
- クローZ（2014年4月12日公開）
- ごくやん〜突破口篇〜（2014年6月8日公開）
- 少女ギャング（2014年10月5日公開）
- 荒くれKING（2014年11月30日公開）

### DVD映画
- シャドーガール1〜3
- ラン〜復讐という名の運命
- 無限大∞
- コズモエージェント アルマー
- コズモエージェント エクセル
- コズモエージェント ウィンディー
- 虎剣心
- シュレード
- クリミナルハンティング
- A・R
- ダークブレード
- INBOLVE
- 武士道
- ロビューン
- FULL FREE
- JESSICA LEE
- Star Rainbows

### 短編映画
- 花とヒロ

### その他
- アクション女優 銃拳道
- アクション女優 格闘技
- アクション女優 刀
- アクション女優 刀 浴衣編
- アクション女優 アクション稽古
- アクションシーンMAHO RUKAWA
- アクションシーンMAHO RUKAWA2

## 監督・脚本作品
- Star Rainbows(DVD映画)-脚本・監督
- 花とヒロ（短編作品）-脚本・監督
- WELLDONE（2013年8月24日公開）-原作
- BOMBER〜ヤンキーポリス（2013年10月12日公開）-原作
- 喧嘩請負人（2013年12月14日公開）-原作